# Дітріх Бонгеффер
Ді́тріх Бо́нгеффер (нім. Dietrich Bonhoeffer; 4 лютого 1906, Бреслау, королівство Пруссія, Німецька імперія— 9 квітня 1945, Флоссенбюрг, Баварія, Нацистська Німеччина) — німецький лютеранський пастор, теолог, учасник антинациської змови і один із творців Сповідальної церкви. Син психіатра і невролога Карла Бонгеффера.

## Біографія

### Сім'я та освіта

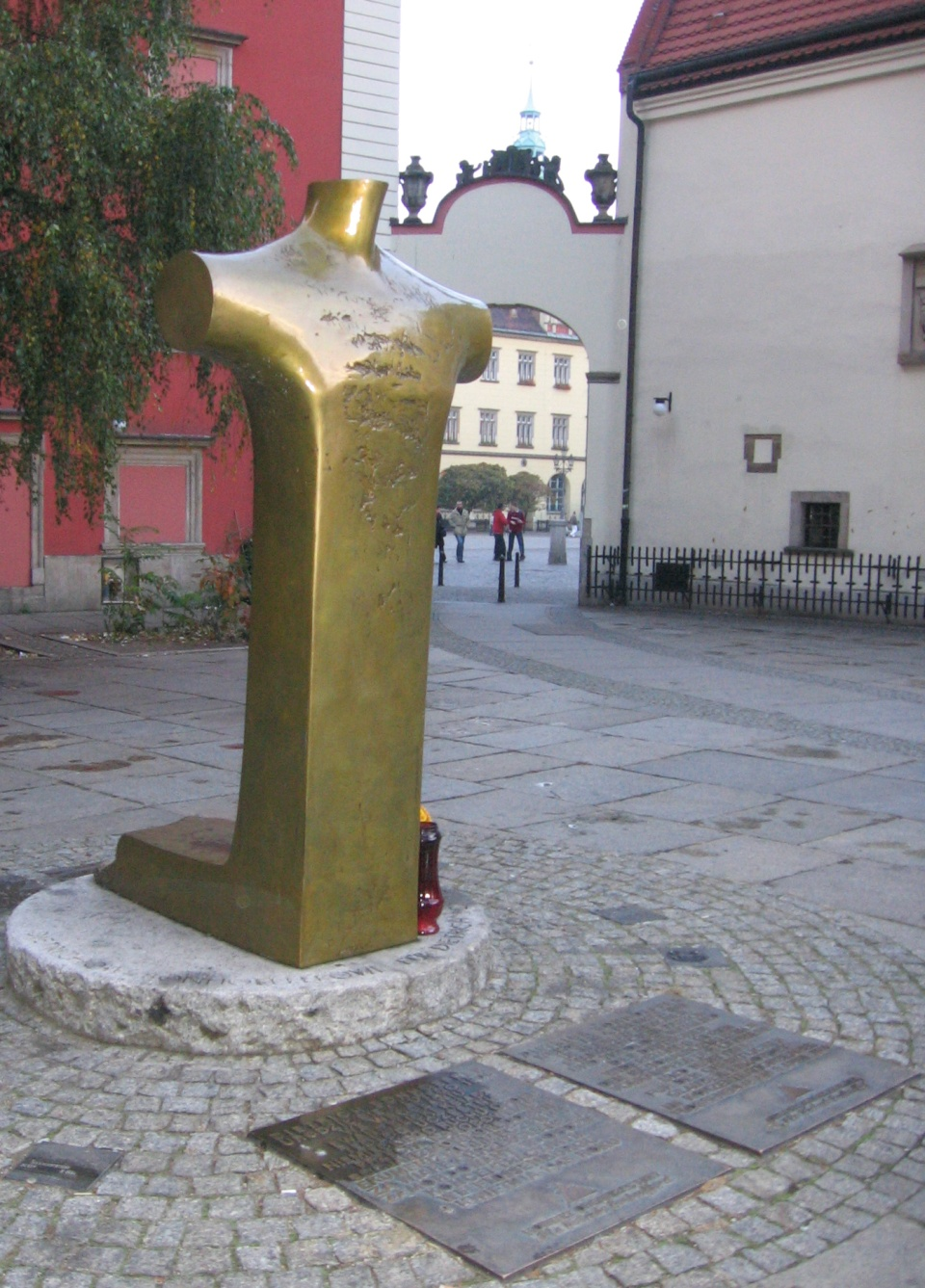
Меморіал Дітріхові Бонгефферу у Вроцлаві

Народився в протестантській родині лікаря Карла Бонгеффера, в якій був шостим з восьми дітей. Закінчив гімназію (1923) і Нью-Йоркську об'єднану теологічну семінарію (від 1930 р.), вивчав теологію в Тюбінгенському і Берлінському університетах, учень ліберальних богословів Адольфа фон Гарнака, Рейнгольда Зеєберга; значний вплив на його погляди справив теолог Карл Барт. У 1927 році захистив дипломну роботу, присвячену філософському і догматичному дослідженню фундаментальних категорій церковної соціології (Sanktorum communio). Доктор теології (1929; тема дисертації: «Акт і буття. Трансцендентальна філософія і онтологія в систематичній теології»).

### Пастор
У 1928–1929 роках — помічник пастора в німецькій Євангелічній громаді в Барселоні (Іспанія), в 1930–1931 роках стажувався в Об'єднаній теологічній семінарії (Нью-Йорк). Потім став пастором у берлінській Ціонскірсі і викладачем систематичної теології в Берлінському університеті. У 1933 році протестував проти расової політики нацистів і разом з пастором Мартіном Німеллером брав участь у створенні Сповідальної церкви, яка виступала проти спроб НСДАП підпорядкувати собі лютеранську церкву шляхом створення пронацистської «Євангелічної церкви німецької нації». З кінця 1933 року по 1935 рік жив у Великій Британії. У 1935 році повернувся до Німеччини, став організатором і керівником семінарії Сповідальної Церкви. У 1936 році йому було заборонено викладати, потім йому також заборонили публічні виступи і публікації. У 1937 році була закрита створена ним семінарія.

### Учасник змови проти Гітлера
З 1938 року був пов'язаний з учасниками антинацистської змови — співробітниками абверу, найбільш активним з яких був Ганс Остер. У 1939 році відвідав Лондон, а потім Нью-Йорк, де йому було запропоновано зайнятися викладацькою діяльністю. Однак, незважаючи на початок Другої світової війни, відхилив цю пропозицію і повернувся на батьківщину. Так мотивував свою позицію: 

Я повинен пережити цей складний період нашої національної історії разом з християнами в Німеччині. У мене не буде права брати участь у відродженні християнського життя після війни, якщо я не розділю з моїм народом випробування цього часу.

Чоловік його сестри Ганс фон Донаньї, учасник змови, в 1941 році «завербував» Бонгеффера агентом абверу, щоб забезпечити йому можливість поїздок за кордон. У 1942 році Бонгеффер по лінії абверу виїжджав до Швеції; під час цієї місії передав мирні пропозиції учасників антинацистського опору, адресовані представникам Великої Британії та США. Одночасно продовжував займатися теологічними дослідженнями, працював над книгою «Етика», в якій стверджував, що християнин має право брати участь у політичному опорі диктатурі. На його думку, скоєні під час цієї боротьби дії (брехня, вбивство та ін.), незважаючи на високі мотиви учасників опору, залишаються гріхами, які, однак, можуть бути прощені Христом. Вважав, що 

спроба вбити Гітлера, навіть якщо б це означало вбивство тирана, була б по суті справою релігійної покори; нові методи гноблення з боку нацистів виправдовують нові способи непокори … Якщо ми стверджуємо, що ми християни, нема чого міркувати про доцільність. Гітлер — це антихрист.

Використовуючи свою роботу в абвері, допоміг семи євреям тікати до Швейцарії. У квітні 1943 року був заарештований, звинувачений в «підриві збройних сил» і посаджений у в'язницю Тегель. В ув'язненні працював над записками, що склали опубліковану посмертно в 1951 році книгу «Опір і покірність». Після невдалого замаху на Гітлера 20 липня 1944 року був переведений до в'язниці гестапо на Принц-Альбрехтштрассе в Берліні, в лютому 1945 року — в концтабір Бухенвальд, а на початку квітня переведений під Флоссенбюрг. У цей період він зміг зберегти кілька улюблених книг — Біблію, праці Гете і Плутарха. У в'язницях і таборах зберігав присутність духу і мужність, не тільки роздумував над богословськими питаннями, а й писав вірші. 8 квітня зміг провести останнє у своєму житті богослужіння.

### Загибель
9 квітня 1945 року страчений через повішення в концтаборі Флоссенбюрг (Баварія). Разом з ним загинули адмірал Канаріс і генерал Остер, а також деякі інші учасники змови. Напередодні страти Бонгеффер сказав: «Це кінець, але для мене — початок життя».

Лікар концтабору Флоссенбюрг згадував: 

Через відкриті двері приміщення барачної споруди… я бачив пастора Бонгьоффера, що стояв на колінах у сокровенній молитві перед Господом Богом. Самовідданий і проникливий характер молитви цієї дуже симпатичної людини стали сильним потрясінням для мене. І на місці самої кари, вимовивши коротку молитву, він мужньо зійшов сходами до шибениці… За всю мою майже 50-річну лікарську діяльність, я не бачив людини, що вимирала з більшою відданістю Богу.

У квітні 1945 року були страчені й родичі Бонгеффера, що брали участь у змові — брат Клаус і чоловік сестри Ганс фон Донаньї, обидва юристи за фахом.

## Теологічні погляди
Після закінчення Другої світової війни в Німеччині було видано шеститомне зібрання творів Бонгеффера. Його теологічні погляди справили великий вплив на шляху розвитку християнського богослов'я XX століття. Вважав, що справжнє християнство вимагає подолання розриву між божественним, трансцендентним і земним, людським. Фігура Христа як Боголюдини, на його думку, втілює в собі єдність цих двох світів. Критикував ліберальну теологію, яка «надала світу право вказувати Христу місце в ньому; в суперечці церкви та світу вона пішла на полюбовну угоду (на відносно м'яких умовах), диктовану світом», хоча і відзначав її сильну сторону — «вона не намагалася повернути історію назад, а прийняла бій…, нехай він і закінчився поразкою».
Серйозні суперечки викликає його концепція «безрелігійного християнства» і висновок про те, що сучасний світ став «повнолітнім» і більш не потребує Бога. Бонгеффер вважав, що в цьому світі християнин повинен молитися і «жити для інших», робити добрі справи, проявляючи в цьому свою віру. Він вважав, що потаємний сенс біблійних понять може бути донесений до сучасної людини, якщо їх інтерпретувати нерелігійно. На його думку, «бути християнином означає бути релігійним в певному сенсі… а означає бути людиною».

Протоієрей Олександр Мень писав про Бонгеффера: 

Коли Бонгьоффер сидів у в'язниці, в нацистських умовах (він був привілейованим ув'язненим), він писав своїм рідним листи, і вони склали цілу книгу, яка справила величезне враження на західний світ і на богословів зокрема. Він говорив: я потрапив вперше в компанію людей, які абсолютно далекі від моєї віри — там були комуністи, там були взагалі люди, чужі йому. І він писав: «Я шукав нову мову, нові слова, щоб сказати їм про головне — про євангельське, про вічне. Я тоді зрозумів, що наша стара церковна мова годиться тільки для нас, для вузького вжитку, а для світу вона недостатня, світ вступив в іншу культурну смугу». Бонгьоффер вважав, що світ став повнолітнім, і тому він може обходитися без священного. Я думаю, що він помилявся. Тому що не можна називати таким наш світ, який сходить з розуму від політичних міфів, — адже він писав це в часи розгулу гітлеризму, незабаром після сталінізму — нічого дозрілого немає в нашому світі. Але все-таки Бонгьоффер був правий — в світі змінився культурний фон, мову треба шукати іншу.

## Пам'ять про Бонгеффера

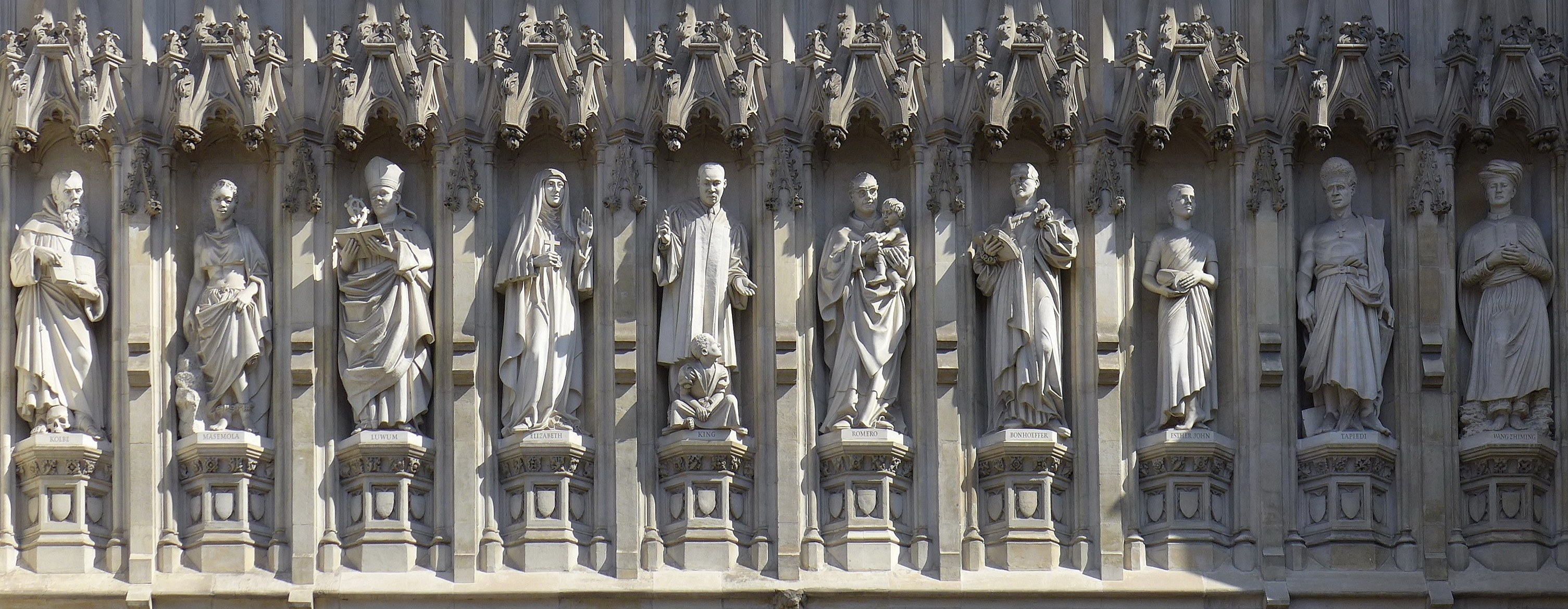
Західний фасад Вестмінстерського абатства. Мученики ХХ століття: Максиміліан Марія Кольбе, Манш Масемола, Джанані Луум, Велика княгиня Єлизавета Федорівна, Мартін Лютер Кінг, Оскар Арнульфо Ромеро, Дітріх Бонгеффер, Естер Джон, Люсьєн Тапієді та Ван Чжимінг

Наразі Дітріх Бонгеффер є символом лютеранського мучеництва у XX столітті. Його статуя, в числі зображень десяти християнських мучеників цього часу, розташована на західному фасаді Вестмінстерського абатства в Лондоні. Ряд парафіяльних церков названі в його пам'ять (Dietrich-Bonhoeffer-Kirche).
У пам'ять про Бонгеффера в Німеччині випущена поштова марка. Бонгефферу присвячено один із творів Оскара Готліба Бларра (2006).
У 2006 році широко відзначалося сторіччя від дня народження Бонгеффера. За словами глави Євангелічної Лютеранської Церкви Німеччини єпископа Вольфганга Губера (одного з редакторів повного зібрання творів Бонгеффера), «він — святий, у протестантському значенні цього слова».

## Нагороди
- Премія громадянської мужності[en] (1945),
- Праведники народів світу.